# Loreta Hairapedian Tabrizi
Pour les articles homonymes, voir Tabrizi.
Loreta Hairapedian Tabrizi (en arménien : Լորետա Հայրապետեան ; en persan : لرتا هايراپتيان تبريزى), née en 1911 et morte en 1998, était une actrice de théâtre et de cinéma iranienne.

## Biographie
Loreta Hairapedian Tabrizi est né en 1911 à Téhéran. À la suite d'une succession de rôles dans les spectacles de William Shakespeare dirigés par Vahram Arsen Papazian, elle a épousé le metteur en scène Abdol Hossein Noushin en 1933 et a rejoint le Club iranien du Théâtre, où elle a eu ses plus grands rôles de théâtre dans Othello, Volpone.
En 1953, lors du coup d'État, elle part vivre a l'étranger. Moscou est devenu sa première ville de résidence hors de l'Iran. Elle entre à l'école de comédiens de l'Université d'État de Moscou (Théâtre d'art de Moscou), tandis que son mari a obtenu un doctorat en philologie à l'Institut de littérature Maxime-Gorki. Loreta quitte définitivement l'Iran en 1979, avec son seul fils et son mari pour aller vivre à Vienne, où elle est décédée le 29 mars 1998,,,.

## Filmographie

### Cinéma
- 1972 : Takhtekhab-e se nafare (The Triple Bed)
- 1974 : Asrar ganj dareheye jenni (The Secret of the Treasure of the Jinn Valley)

### Télévision
- 1977 : Khosrow Mirza-ye dovom (mini-série)